# Michelle Guerette
Pour les articles homonymes, voir Guerette.
Michelle Guerette, née le 6 octobre 1980 à Bristol (Connecticut), est une rameuse d'aviron américaine.

## Carrière
Elle termine cinquième de la finale de quatre de couple aux Jeux olympiques d'été de 2004 et médaillée d'argent en skiff aux Jeux olympiques d'été de 2008.
Elle est également médaillée de bronze en skiff aux Championnats du monde d'aviron 2005 et aux Championnats du monde d'aviron 2007.